# AutoZone Park
Der AutoZone Park ist ein Baseball- und Fußballstadion in der US-amerikanischen Stadt Memphis im Bundesstaat Tennessee. Es ist die Heimspielstätte der Triple-A-Baseballmannschaft der Memphis Redbirds aus der Pacific Coast League (PCL). Die Memphis Redbirds sind das Triple-A-Farmteam der St. Louis Cardinals aus der Major League Baseball (MLB). Vereinzelt nutzen die Memphis Tigers (NCAA-College-Baseball) die Spielstätte für ihre Heimspiele, wie z. B. zu den Spielen gegen die Rivalen Ole Miss Rebels der University of Mississippi. Der Fußballclub Memphis 901 FC aus der USL Championship (USLC) nutzte die Anlage von 2019 bis 2024. Der Bau ersetzte das Tim McCarver Stadium, dass 1963 eröffnet und im Jahr 2005 abgerissen wurde. Ähnlich den Green Bay Packers aus der National Football League (NFL) sind die Memphis Redbirds, und bis 2013 das Stadion, im Besitz einer nicht gewinnorientierten Organisation, der Memphis Redbirds Baseball Foundation. Heute ist der Ballpark, nach finanziellen Schwierigkeiten der Foundation, im Besitz der Stadt Memphis.

## Geschichte
Der Entwurf stammt federführend von den Architekten von Looney Ricks Kiss aus Memphis in Zusammenarbeit mit HOK Sport aus Kansas City. Das Stadion liegt in Downtown Memphis rund 500 Meter nördlich des FedExForum, der Heimat der Memphis Grizzlies aus der National Basketball Association (NBA) sowie rund 500 Meter östlich des Ufers des Mississippi River. Der Bau begann Mitte Januar 1998. Es wurden 17.586 yd³ Beton (13.445 m³) verbaut. Das Stadion umgibt eine 125.738 sq ft (ca. 11.681 m²) große Ziegelmauer, inklusive 380.000 speziell hergestellten Ziegeln. Des Weiteren wurden 3400 t Baustahl benötigt und 227 Meilen Elektrokabel (rund 365 km) verlegt. Etwa 350 t Ton und 5000 t Sand wurden für den Bau des Spielfelds verwendet. 100.000 sq ft (9290 m²) Naturrasen bedecken das Außenfeld. Die Anzeigetafel ist eine der größten in einem Stadion der Minor League Baseball. Sie misst 30 × 23 ft (9,14 × 7,01 m). Der komplette Bau kostete 80,5 Mio. US-Dollar. Das Stadion allein kostete 46 Mio. US-Dollar. Zunächst mit 14.320 Plätzen ausgestattet, wurde es 2015 auf 10.000 Plätze reduziert. Dies ging mit einer Renovierung für sechs Mio. US-Dollar einher. Darüber hinaus besitzt das Stadion 1600 Clubsitze und 700 Plätze in 48 Luxus-Suiten. Des Weiteren bieten sich zwei Open-Air-Partyzonen und eine Picknickzone für Gruppen mit mehr als 500 Plätzen. Der Bau ist von Gängen mit Läden umgeben. Das Flutlicht erfüllt die Anforderungen der MLB.
Der AutoZone Park wurde am 1. April 2000 mit der Partie der Memphis Redbirds gegen die St. Louis Cardinals eingeweiht. Die Redbirds siegten mit 10:6 gegen die höherklassigen Cardinals im mit 15.000 Zuschauern ausverkauften Stadion. Der Namenssponsor ist AutoZone, der zweitgrößte Automobil-Ersatzteilhändler des Landes. Das in Memphis ansässige Unternehmen zahlt für einen 25 Jahre dauernden Vertrag bis in das Jahr 2024 insgesamt 4,3 Mio. US-Dollar. Am 16. Juli 2003 war das Stadion der Memphis Redbirds Austragungsort des Triple-A All-Star Game. Am 31. März 2007 war es Schauplatz des ersten Civil Rights Game der MLB, dass bis 2015 ausgetragen wurde. Die St. Louis Cardinals gewannen mit 5:1 gegen die Cleveland Indians vor 12.815 Zuschauern. 2008 wurde die Partie noch einmal im AutoZone Park ausgetragen, die zum Ende des Spring Trainings stattfand. Dort siegten am 29. März die New York Mets gegen die Chicago White Sox mit 3:2 vor 7217 Besuchern.
2009 wurde der AutoZone Park von der Sportzeitschrift Baseball America zum Minor League Ballpark of the Year ernannt worden. 2015 belegte es, hinter dem 2014 eröffneten BB&T Ballpark der Charlotte Knights, den zweiten Platz.

## Galerie

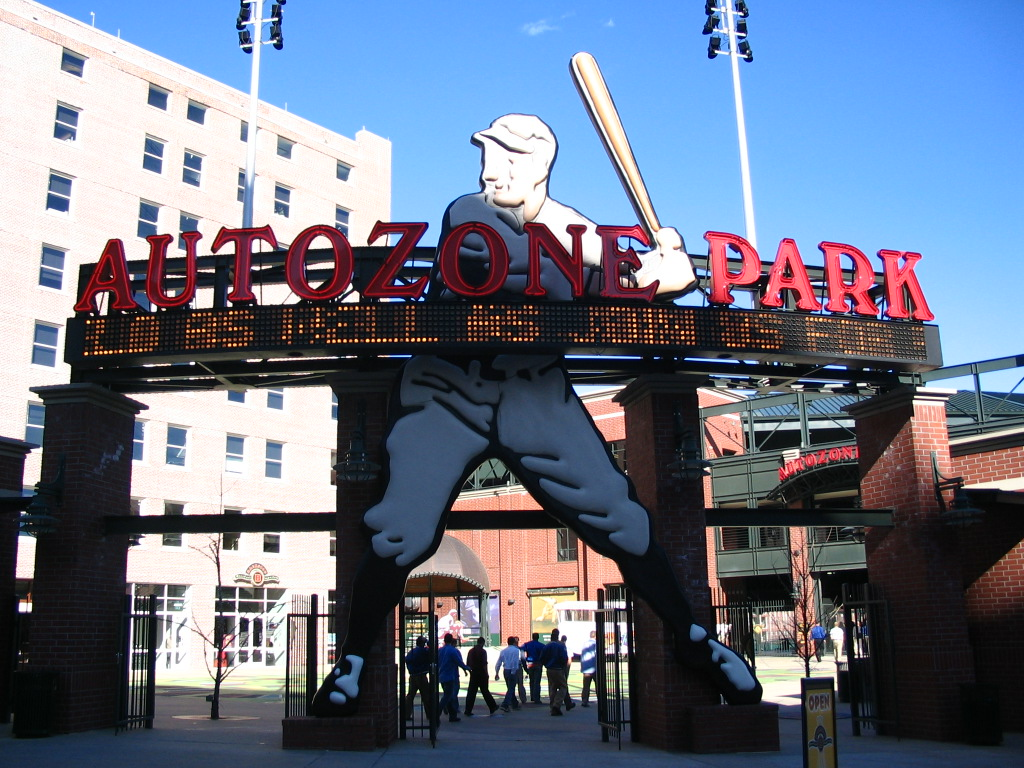
Der Haupteingang im März 2005
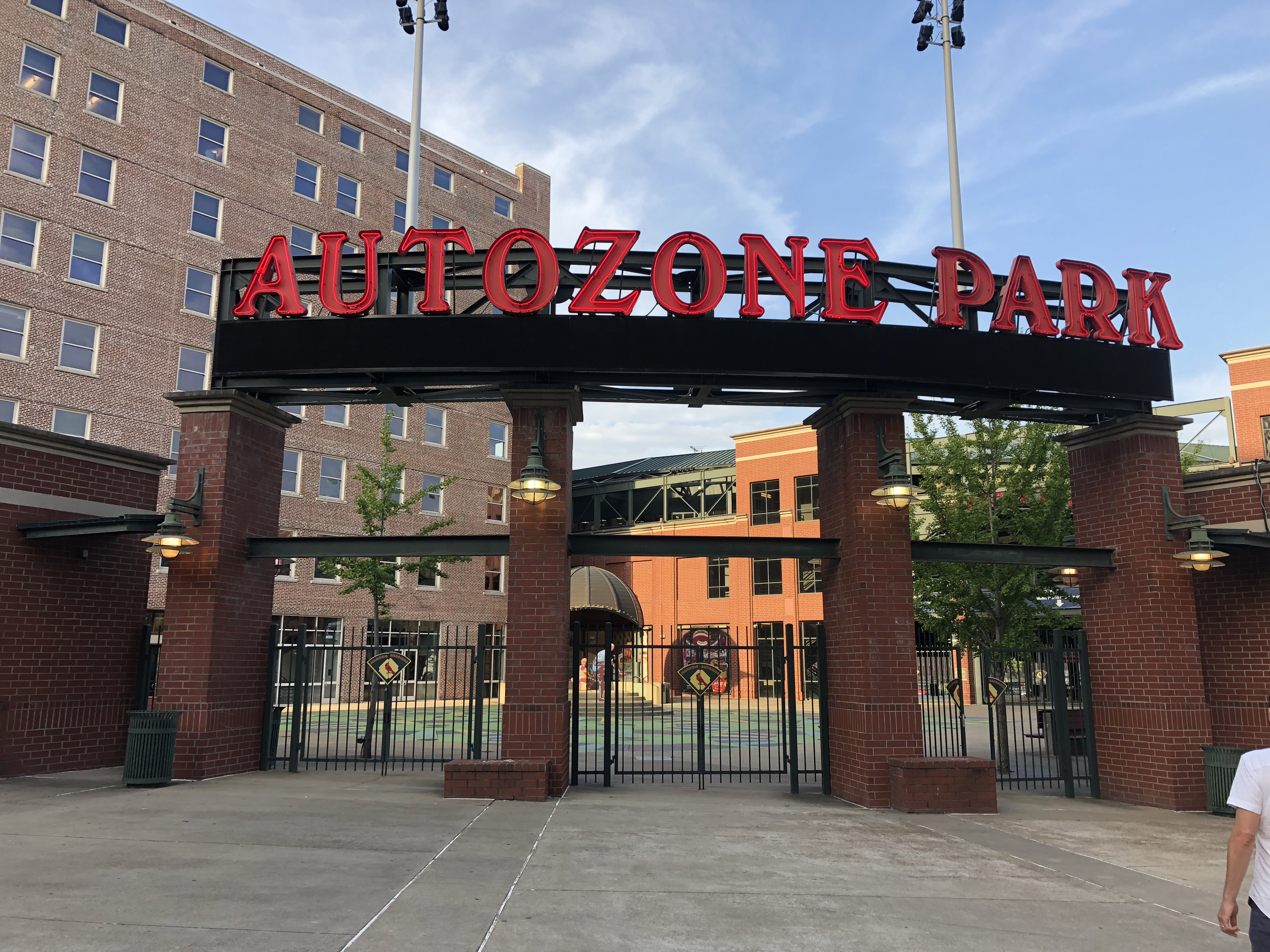
Der Haupteingang im Juli 2018
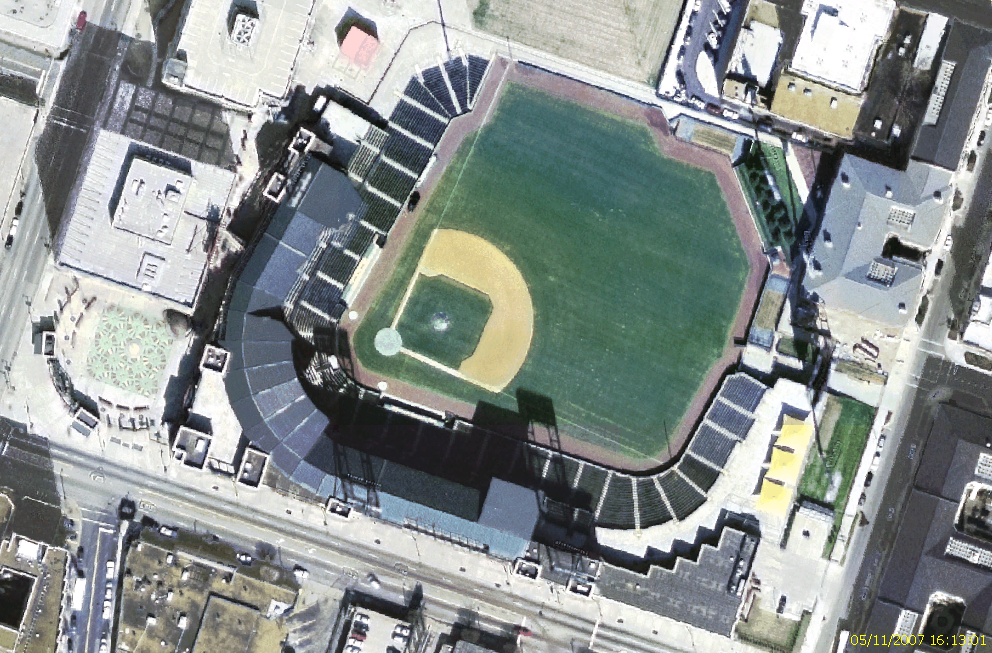
Satellitenbild des AutoZone Park
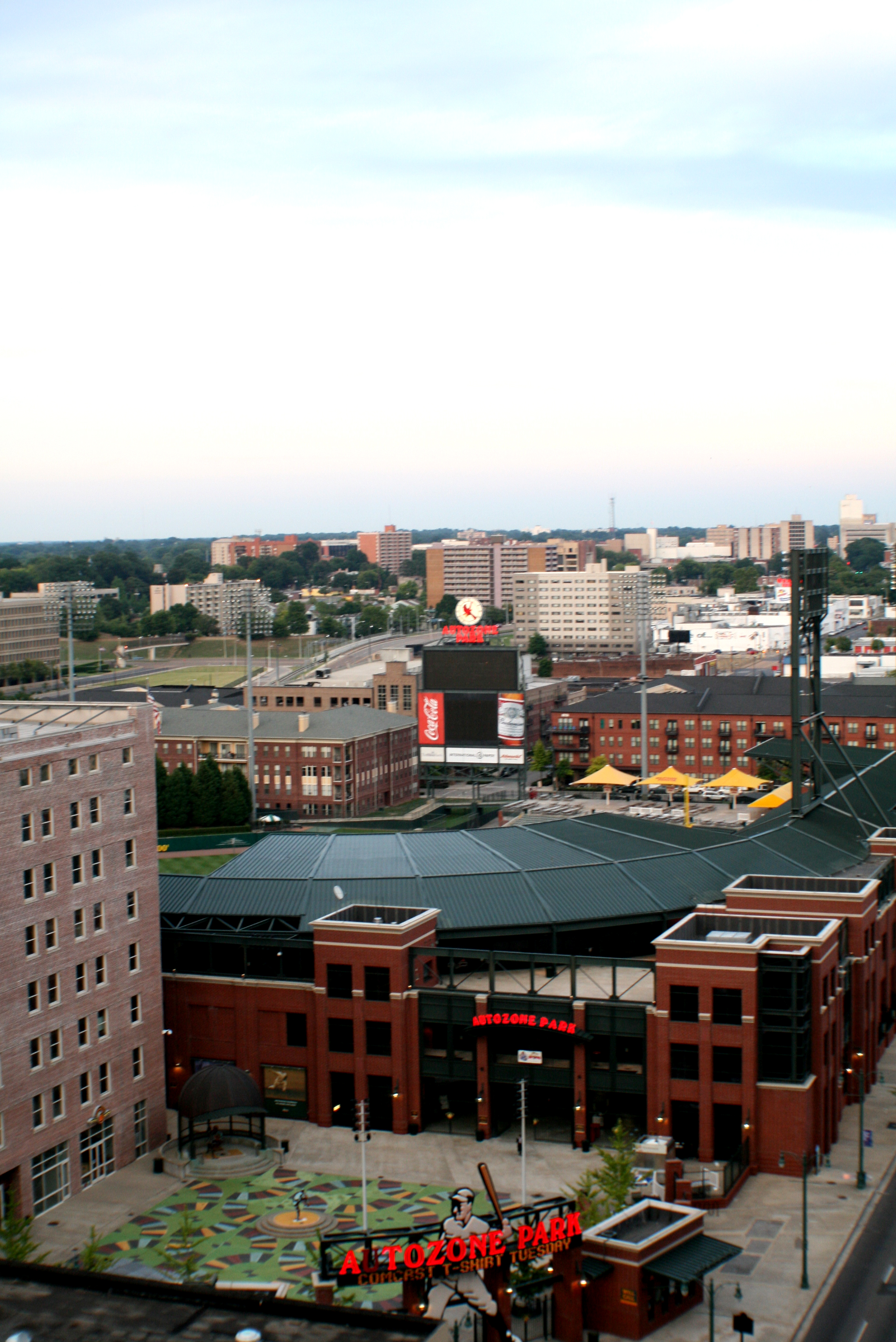
Blick auf den AutoZone Park (2007)